# 灰叶蕨麻
灰叶蕨麻（学名：Potentilla anserina var. sericea）为蔷薇科委陵菜属下的一个变种。

## 扩展阅读
- 維基物種上的相關：灰叶蕨麻